# Mumin-völgy
A Mumin-völgy (eredeti címén The Moomins) finn televíziós bábfilmsorozat, amely Tove Jansson meséje nyomán 2010-ben készült. A zenéjét Pierre Kartner szerezte. Az 1977 és 1982 közötti animációs sorozat újrakészített változata. Magyarországon az M2 adta le.

## Magyar változat
- Haás Vander Péter – Mesélő
- Molnár Levente – Mumin
- Molnár Ilona – Szipogili (Bájocska)
- Málnai Zsuzsa – Mumin mama
- Jakab Csaba – Mumin papa
- Hamvas Dániel – Mafli
- Kerekes József – Kószlászbóklász (Vándor)
- Murányi Tünde – Morci (Pöttöm)
- Borbás Gabi – Böhöli
- Madarász Éva – Mórika
- Timkó Eszter – Emma
- Bertalan Ágnes – Kalamáli
- Hámori Eszter – Mimóza
- Kossuth Gábor – Lompos
- Sági Tímea, Czifra Krisztina – Egérné

Magyar szöveg: Kléner Gizella
Szerkesztő: Németh Beatrix
Gyártásvezető: Kincses Tamás
Szinkronrendező: Kiss Beáta
A szinkront az MTVA megbízásából a Mafilm Audio Kft. készítette 2013-ban

## Epizódok
1. A rejtélyes barométer
2. Támadnak a HattiWattik
3. Parti leletek
4. A nagy árvíz
5. A színház
6. Emma, a színházi patkány
7. A színházi élet
8. Éjjel a fán
9. Zendülés a parkban
10. Szentivánéj
11. Kószlászbóklász és az erdei gyerekek
12. Rács mögött
13. Az előadás
14. Nyakunkon a rendőrség
15. A Varázsló kalapja
16. Kalifornia királya
17. Az oroszlánhangya
18. Málnaszörp és kanárik
19. Dzsungel a Mumin házban
20. Tiuti és Viuti
21. Viszály Mumussal
22. Kóklászbóklász elbúcsúzik
23. Az eltűnt kézitáska
24. A Királyrubin
25. Beteljesült kívánságok
26. Augusztusi mulatság
27. A haragos sárkány
28. Az arany farkinca
29. A grófnő koktélpartija
30. Szedrik, a kutya
31. Téli játékok
32. Dzsungelélet
33. Vadállatok
34. Vidámpark
35. Egy láda csúnya szó
36. A kis maszatmancs
37. Vámpír vadászat
38. Helyes kis vámpír
39. Kalamáli és a vámpír
40. A világítótorony
41. A festett kert
42. Őszi viharok
43. Üzenet a világűrből
44. Látogató a Marsról
45. A búcsú
46. A barlangok meg a gyöngyök
47. A jelentéktelen Föld
48. A kalandos utazás
49. A pokol
50. A sziklás hegységen
51. A csillagvizsgáló
52. Sziklaomlás
53. Hazafelé
54. A vegyesbolt
55. Tánc az erdőben
56. A tengerfenéken
57. A homokvihar
58. Az üstökös
59. A láthatatlan kisgyerek
60. Karácsony este
61. Tél a Mumin-völgyben
62. Morci
63. A nagy hideg
64. A napsugárra várva
65. Téli vendégek
66. A sportos Böhöli
67. Fancsali és a farkasok
68. A tavasz ébredése
69. A katasztrófa
70. Mumin papa barátja
71. Edvárd, a sárkány
72. Éjjel az öbölben
73. A vihar
74. A király születésnapja
75. A sziget szelleme
76. A repülő hajó
77. Gubera esküvője
78. Mumin kislány a viharban